# Metro de Kobe
El Metro de Kobe (神戸市営地下鉄 Kōbe-shiei chikatetsu?) es el sistema de metro local de Kobe. El sistema tiene dos líneas.

## Historia
El 25 de noviembre de 1971, se inició la construcción de la primera línea del metro de Kobe (la línea Seishin-Yamate). Esta línea fue abierta el 13 de marzo de 1977 entre las estaciones Myodani y Shin-Nagata. Entre 1983 y 1985, la línea fue extendida al centro de Kobe en dos fases; la sección desde Shin-Nagata hasta Okurayama fue abierta el 17 de junio de 1983, y la extensión hasta la estación Shin-Kobe a través de la estación Sannomiya fue abierta el 18 de junio de 1985 (ese mismo día, una extensión a la estación Gakuen-toshi fue abierta). Se completó la línea Seishin-Yamate cuando la extensión a Seishin-Chuo fue abierta en 1987.
Sin embargo, los planes de expansión de la red de transporte rápido de Kobe no se habían completado. El 2 de abril de 1988, una línea ferroviaria privada que fue construida por la compañía privada Hokushin Kyuko Railway Co., Ltd. (北神急行電鉄株式会社 Hokushin Kyūkō Dentetsu Kabushiki-gaisha?) comenzó operaciones entre las estaciones Shin-Kobe y Tanigami; esta línea tiene un servicio recíproco con la línea Seishin-Yamate.
El 17 de enero de 1995, la línea Seishin-Yamate sufrió grandes daños por el gran terremoto de Hanshin-Awaji; se reanudaron operaciones limitadas al día siguiente desde la estación Seishin-Chuo hasta la estación Itayado. La línea reanudó operaciones completamente un mes después del terremoto.
El 7 de julio de 2001, la línea Kaigan fue abierta entre las estaciones Shin-Nagata y Sannomiya-Hanadokeimae. No hay planes para expandir el metro de Kobe por el momento.

## Líneas
| Color & Icono         | Color & Icono                               | Nombre                                                 | Marca                                                  | Apertura de la primera sección | Última extensión | Longitud en km | Estaciones |
| --------------------- | ------------------------------------------- | ------------------------------------------------------ | ------------------------------------------------------ | ------------------------------ | ---------------- | -------------- | ---------- |
| No pertenece al metro | No pertenece al metro                       | Línea Hokushin de Ferrocarril Eléctrico Hokushin Kyūkō | Línea Hokushin de Ferrocarril Eléctrico Hokushin Kyūkō | 1988                           | -                | 7,5            | 2          |
| verde                 |                                             | Línea Yamate (Línea Seishin-Yamate)                    | S                                                      | 1983                           | 1985             | 7,6            | 8          |
| verde                 | Línea Seishin (Línea Seishin-Yamate)        | 1977                                                   | S                                                      | -                              | 5,7              | 4              |            |
| verde                 | Línea Seishin-enshin (Línea Seishin-Yamate) | 1985                                                   | S                                                      | 1987                           | 9,4              | 6              |            |
| azul                  |                                             | Línea Kaigan (Yumekamome)                              | K                                                      | 2001                           | -                | 7,9            | 10         |
| TOTAL                 | TOTAL                                       | TOTAL                                                  | TOTAL                                                  | TOTAL                          | TOTAL            | 38,1 (45,6)    | 28 (29)    |